# Sensoriska nerver
Sensoriska nerver leder nervimpulser från sinnesorganen, exempelvis hudens känselceller, till det centrala nervsystemet (hjärnan och ryggmärgen).
Sensoriska nerver ger afferenta signaler. Dess cellkärnor ligger i ganglion utanför ryggraden.
De nerver som går åt andra hållet benämns motoriska nerver.